# Hidan

Diagrama de las habilidades de Hidan.

Hidan (飛段?) es un personaje del manga de Masashi Kishimoto Naruto, perteneciente a la Organización Akatsuki, de función antagónica. Es inmortal, pero puede ser desmembrado, por lo que se lo emparejó con Kakuzu porque este es capaz de coser las partes de su cuerpo, además de que no lo puede matar, como había hecho con compañeros anteriores. Lleva el anillo Los tres niveles (三台?) en el dedo índice izquierdo.

## Descripción
Hidan es de estatura promedia, tiene ojos color violeta y pelo grisáceo, peinado hacia atrás. Lleva el típico atuendo rojo y negro de Akatsuki, aunque visiblemente holgado, revelando su cuello y su pecho. Lleva en su cuello un colgante con un círculo y un triángulo semiinscrito interpuestos, relacionado con sus creencias religiosas, y también lleva el protector de su aldea con el símbolo tachado, como casi todos sus demás compañeros. Nació en la Aldea Oculta de las Aguas Termales (Yuugakure), aldea ninja que perdió su poder militar, lo que provocó que se hiciera pacífica y comenzara a dedicarse al turismo como fuente principal de ingresos económicos.
Posee inmortalidad imperfecta (o más específicamente, invencibilidad), en apariencia absoluta. Aunque le corten la cabeza, le atraviesen el corazón, lo desmembren, o hasta cuando su cuerpo deja de "funcionar" (como se vio mientras Shikamaru lo enterraba, el ojo de Hidan ya no "funcionaba"), él sigue vivo, aunque es incapaz de recomponerse sin ayuda de otro. Sin embargo, más tarde, tras la finalización de la Cuarta Gran Guerra Ninja, Kishimoto dijo que Hidan moriría por desnutrición. Es seguidor de la ficticia religión de Jashin, cuyo precepto básico es la masacre total.

Anillo los tres niveles de Hidan.

Su arma es una gran guadaña de tres hojas cuyo mango se puede alargar, aunque reconoce que su ataque es uno de los más lentos de Akatsuki. Sin embargo, el ataque principal de Hidan es mucho más elaborado. Una vez que consigue herir a su oponente, lame las gotas de sangre con las que está impregnada su guadaña, empezando un ritual de sacrificio con claras referencias al vudú. Para ello, dibuja en el suelo con su propia sangre un círculo y triángulo superpuestos, volviéndose su piel blanca y negra, y otorgándole un aspecto que recuerda vagamente a un esqueleto. Mientras Hidan esté dentro del círculo, cualquier daño que se haga él mismo o cualquier enemigo se refleja automáticamente en aquel a quien maldijo al beber su sangre. Puesto que Hidan no puede morir por mucho daño que se infrinja en su propio cuerpo, puede conseguir así la muerte de cualquiera, generalmente atravesando su propio corazón. Otras veces, se hiere en puntos no vitales para jugar con su presa, lo que le procura gran disfrute.   
Saca de quicio a su compañero, Kakuzu, con sus interminables rezos y largos rituales. Alardea a menudo y se jacta de su fortaleza, incluso con su superior, Pain. Habla sin parar, y es muy impulsivo y descuidado, como Kakuzu le recuerda constantemente. Además de ser muy grosero y testarudo, también parece no ser muy inteligente.

## Historia

### Pasado
Hidan proviene de Yuugakure, una aldea que pretendió haber olvidado la guerra. Cuando las grandes guerras terminaron y las aldeas redujeron su poder militar, la aldea de Hidan, que poseía abundantes recursos naturales y turísticos, basó entonces su economía en el turismo y la recreación. Hidan, que había sido entrenado para luchar, creció frustrado y descontento con este nuevo pacifismo, y dirigió su resentimiento en contra de su propia aldea. Se interesó así en la recién fundada religión de Jashin, cuya doctrina resultó ideal para él. Provocó una matanza en su aldea y desertó.

### Primera aparición
Se desconoce si apareció en la primera parte: aunque en el anime, en el episodio 135, su voz aparece; en el manga, su diálogo corresponde a Sasori. Lo mismo ocurre en el episodio 12 de Naruto: Shippūden, donde si bien su apariencia y voz son las propias de él, en el manga su diálogo corresponde a un Akatsuki desconocido; aunque esto puede deberse a un diseño prematuro del personaje.
Aparece oficialmente por primera vez en el capítulo 312 del manga junto con su compañero Kakuzu, y en el episodio 71 de Naruto: Shippūden. En ese momento, ambos son los encargados de capturar al Bijū de dos colas, Matatabi, que se encuentra sellado en el cuerpo de una kunoichi llamada Yugito Nii, oriunda de la Aldea Oculta de las Nubes. Tras derrotarla, Zetsu aparece y se lleva el cuerpo.

### Primer enfrentamiento
A continuación, van a un monasterio budista en el País del Fuego, donde está el monje Chiriku, por cuya captura piensan conseguir una gran recompensa en el mercado negro que es de 30 millones de ryô. A Hidan lo único que le interesa es el sacrificio de este poderoso guerrero. Cuando han destruido el lugar y matado a Chiriku, entregan el cuerpo para cobrar la recompensa, y al salir al exterior del edificio se encuentran con Asuma, Shikamaru, Kotetsu Hagane e Izumo Kamizuki. Kakuzu se mantiene al margen por petición de Hidan en la pelea. En el transcurso de esta, consigue maldecir al primero, aunque cuando está a punto de matarlo, Shikamaru le saca del círculo y Asuma le corta la cabeza. Para sorpresa de todos, Kakuzu se la cose al cuello de nuevo, y él sigue con su sacrificio, matando finalmente a Asuma. Poco después han de irse porque va a empezar el sellado de Bijū de dos colas.

### Segundo enfrentamiento y derrota
Tras sellar a Matatabi, reciben la misión de capturar a Kurama, el zorro de las nueve colas, quien se encuentra en Konoha sellado en Naruto Uzumaki. Sin embargo, durante su trayecto se vuelven a encontrar con Shikamaru, Ino y Chōji, pero esta vez acompañados de Kakashi Hatake. Shikamaru usa su técnica de sombras para controlar a Hidan y lo obliga a atacar a Kakuzu, pero logra liberarse. En el transcurso del combate, Shikamaru aparta a Hidan de su compañero con su técnica, para llevarlo a una zona preparada por él. Allí, Hidan lo hiere y con la sangre tomada empieza su ritual. Sin embargo, al poco tiempo descubre de que fue engañado por Shikamaru, quien revela que la sangre que usó para su ritual es de Kakuzu. De esta forma, Hidan accidentalmente mata uno de los corazones que tiene Kakuzu.
Después, Shikamaru lo atrapa en una maraña de cables con sellos explosivos y justo debajo de él se abre un agujero muy profundo preparado también por este, mucho antes de encontrarse con ellos. Antes de acabar con él, Shikamaru usa el zippo de su sensei, Asuma Sarutobi y lo lanza hacia los sellos explosivos y hace explotar a Hidan en mil pedazos, mutilando su cuerpo en varias partes, que caen al fondo del enorme agujero. El miembro de Akatsuki aun con la explosión revela seguir con vida, pero dado que no puede recomponerse a sí mismo, Shikamaru lo sepulta bajo toneladas de rocas y escombros de las paredes para siempre, mientras Hidan le grita y amenaza con que algún día se vengara de él. Se menciona que a ese bosque sólo tiene acceso los miembros del clan Nara, al que pertenece Shikamaru y que este (y sus descendientes) se encargarán de vigilar su tumba por toda la eternidad, asegurándose de que esté siga allí enterrado, vivo o muerto. 
En una entrevista, Masashi Kishimoto reveló que finalizada la Cuarta Gran Guerra Mundial Shinobi, Hidan ya estaría muerto, porque su inmortalidad aún era imperfecta y por lo tanto, si no recibía nutrientes o alimento moriría lentamente de hambre.